# Arthur Harden
Arthur Harden (Manchester, 12 ottobre 1865 – Bourne End, 17 giugno 1940) è stato un biochimico inglese.
Vinse il Premio Nobel per la chimica nel 1929 insieme ad Hans Karl August Simon Von Euler-Chelpin per gli studi pionieristici nel campo della fermentazione dei glucidi e degli enzimi fermentanti.

## Biografia
Nato da Albert Tyas Harden ed Eliza Macalister, fu educato in una scuola privata ed al Tettenhall College (nello Staffordshire), prima di entrare all'Owens College dell'Università di Manchester nel 1882, dove si laureò nel 1885. Nel 1886 iniziò a lavorare con Otto Fischer ad Erlangen. Dopo un anno ritornò a Manchester, dove fu in seguito (1897) assunto come chimico presso il neo-fondato British Institute of Preventive Medicine, che in seguito sarebbe diventato il Lister Institute. Nel 1907 divenne direttore del dipartimento di biochimica, ruolo che mantenne fino al suo ritiro, avvenuto nel 1930. Dopo il ritiro, in ogni caso, continuò a collaborare con l'istituto.
Harden fu nominato cavaliere dell'Impero Britannico nel 1926. Fu socio della Royal Society, da cui ricevette anche la Medaglia Davy nel 1935.

## Gli studi
A Manchester Harden studiò dapprima l'azione della luce su una mistura di anidride carbonica e cloro. In seguito all'ingresso nell'istituto, iniziò a studiare i fenomeni biologici, focalizzando la sua attenzione sui batteri e le fermentazioni. Studiò i prodotti della lisi del glucosio e la chimica delle cellule di lievito, separando nel 1905 le zimasi in dializzabili e non dializzabili. Si interessò anche allo studio delle vitamine, scrivendo diversi testi sulle funzioni protettive nei confronti di malattie come lo scorbuto.